# Lucy Lee Flippin
Lucy Lee Flippin (ur. 23 lipca 1943 w Filadelfii) – amerykańska aktorka telewizyjna i filmowa. Wystąpiła w ponad sześćdziesięciu produkcjach, spośród których najbardziej znaną jest rola autentycznej postaci; Elizy Jane Wilder, siostry Almanza Wildera i szwagierki Laury Ingalls Wilder, w serialu Domek na prerii, którą odtwarzała w latach 1979–1982.
Oprócz wyżej wspomnianego serialu, zagrała m.in. w Potyczkach Amy, Czarodziejkach, Ostrym dyżurze, Beverly Hills, 90210, Eerie, Indiana, czyli dziwne miasteczko, Pełnej chacie, Santa Barbarze, Na wariackich papierach i Akademii Policyjnej II.
Była żoną aktora; Toma Tarpeya, z którym ma syna Christophera. Obecnie mieszka w Filadelfii.